# La brújula (programa de televisión)
La brújula es un programa de televisión producido en la ciudad de Barquisimeto, Venezuela. Es producido por Pedro José Virgüez, quien conduce este programa junto con Mauro Luís Valor, Jenny López y Pierina Carucí
Fue transmitido hasta el año 2007 por Telecentro. Desde el 24 de marzo de 2008 se transmite a través de Promar Televisión.

## Historia
Surgió en el año 1999 como un programa especialmente dirigido a los estudiantes de secundaria de la ciudad de Barquisimeto. Un grupo de jóvenes (Pedro, Mauro, Carolina, Edgardy y Karina) hacían juegos, gymkhanas y bromas a los liceístas, amén de que ellos podían contar sus anécdotas ocurridas en su vida estudiantil.
En el año 2000 se incorporan al elenco Yufremer Silva (conocida como Yuyú), así como Ana Cecilia Leal y María Fernanda Leal; estas últimas estudiantes de noveno grado de educación básica.
En el año 2001, Carolina Navarro y Yufremer Silva salen del programa para incursionar como candidatas al Reinado de la Feria Internacional de Barquisimeto de aquel año, por lo cual este programa sale temporalmente del aire y los animadores deciden incursionar en un proyecto llamado Lánzate, el cual consistía en retar a ciertos jóvenes a diversos desafíos. Este programa no tuvo éxito, por lo cual en el año 2002 se retoma el nombre de La Brújula. En esta oportunidad deciden cambiar el formato del programa pasando a ser netamente de farándula.
En el año 2008 deciden firmar contrato con Promar Televisión, tras su salida de Telecentro.
Para el año 2013, Ana Cecilia Leal sale del programa y en su lugar entra Yuruana Silva (también conocida como Yuyu).
Para el año 2013, María Fernanda Leal (MF) también sale del programa para seguir en las etapas de la vida profesional y familiar y por ella tenemos a Pierina Carucí, humilde y carismática.
En el año 2015 se incorporan al elenco Ninoska Vásquez y Yulianny Medina en el papel de "Esme la secre" (la secretaria eficiente). Para 2016 Jenny López entra en el lugar de Ninoska Vásquez.

## Curiosidades
- Ana Cecilia y María Fernanda Leal son tía y sobrina respectivamente (aun cuando a simple vista no lo pareciera, pues la primera es una semana menor que la última)[2]
- Pedro y Mauro son vecinos de la misma urbanización.
- Pedro es Locutor, Publicista y Periodista.
- El 24 de octubre de 2009 El programa cumplió 10 años de transmisión.
- Actualmente el programa continúa al aire